# مزرعة التوت
مزرعة التوت إحدى القرى اللبنانية من قرى قضاء بعلبك في محافظة بعلبك الهرمل.

كانت في الماضي تتبع إداريا لبلدية شمسطار، أما اليوم فقد تم إنشاء بلدية خاصة بها.